# Nederlandse gemeenteraadsverkiezingen 1998
De Nederlandse gemeenteraadsverkiezingen in 1998 waren reguliere gemeenteraadsverkiezingen in Nederland. Zij werden gehouden op 4 maart 1998 in 485 (van de 548) gemeenten.

## Geen verkiezingen in verband met herindeling
In de volgende gemeenten werden op 4 maart 1998 geen gemeenteraadsverkiezingen gehouden omdat zij recent betrokken (geweest) waren bij een herindelingsoperatie:
- Herindeling per 1 januari 1997

In de gemeenten Middelburg, Schouwen-Duiveland en Veere waren al herindelingsverkiezingen gehouden op 13 november 1996.
- Herindeling per 1 januari 1998

In de gemeenten Aa en Hunze, Borger-Odoorn, Boxmeer, Coevorden, De Wolden, Emmen, Meppel, Middenveld, Noordenveld, Weert, Westerveld en Zuidlaren waren al herindelingsverkiezingen gehouden in oktober/november 1997.
- Herindeling per 1 januari 1999

In de gemeenten Bathmen, Buren, Deventer, Gulpen-Wittem, Maasdriel en Zaltbommel werden herindelingsverkiezingen gehouden op 18 november 1998.

## Reguliere verkiezingen verschoven in verband met herindeling
In 27 gemeenten in Noord-Brabant - die betrokken waren geweest bij een herindeling per 1 januari 1997 - werden de reguliere verkiezingen een jaar uitgesteld.

## Opkomst
| 1998                        | # stemmen  | %     |
| --------------------------- | ---------- | ----- |
| Kiesgerechtigden            | 11.890.139 |       |
| Niet opgekomen              | 4.889.198  | 41,12 |
| Opkomst                     | 7.000.941  | 58,88 |
| Ongeldige en blanco stemmen | 23.971     | 0,34  |
| Geldige stemmen             | 6.976.970  | 99,66 |

## Landelijke uitslagen
| Naam partij                     | # stemmen | % stemmen |
| ------------------------------- | --------- | --------- |
| overige partijen en combinaties | 1.751.368 | 25,10     |
| CDA                             | 1.421.976 | 20,38     |
| PvdA                            | 1.300.695 | 18,64     |
| VVD                             | 1.225.707 | 17,57     |
| GL                              | 426.636   | 6,11      |
| D66                             | 391.739   | 5,61      |
| SP                              | 228.901   | 3,28      |
| SGP                             | 105.430   | 1,51      |
| RPF                             | 53.725    | 0,77      |
| GPV                             | 44.157    | 0,63      |
| CD                              | 22.282    | 0,32      |
| CP86                            | 4.354     | 0,06      |